# 우디 앨런
헤이우드 "우디" 앨런(영어: Heywood "Woody" Allen, 본명: 앨런 스튜어트 코니그즈버그(Allan Stewart Konigsberg), 1935년 12월 1일 ~ )은 미국의 영화 감독, 배우, 희극 배우, 각본가, 극작가와 경력이 60년 이상인 음악가이다.
그는 1950년대 코미디 작가로서의 경력을 시작하여 재미있는 글과 TV 각본을 쓰고 짧은 유머를 담은 책을 여러 권 발간했다. 1960년대 초, 앨런은 전통적인 유머보다는 독백을 강조하여 스탠드-업 코미디언으로 활동하기 시작했다. 코미디언으로서 그는 불안하고 지적이며 변덕스럽지 않은 인물을 발전시켰는데, 그는 자신의 실생활의 성격과는 아주 달랐다.
2004년 코미디 센트럴은 앨런을 가장 위대한 스탠드-업 코미디언 중에서 네 번째로 랭크하였고, 영국의 설문 조사에서 앨런은 세 번째로 훌륭한 코미디언으로 선정되었다.
1960년대 중반까지 앨런은 1970년대 유럽 예술 영화의 영향을 받은 드라마틱한 소재로 옮기기 전에 슬랩스틱 코미디를 전문으로 다루는 영화의 각본을 쓰고 연출했으며 코미디와 드라마를 현재로 바꿨다. 그는 종종 1960년대 중반부터 1970년대 후반의 영화 제작자들의 새로운 할리우드의 물결의 일부로 기억되고 있다.
앨런은 종종 자신의 영화에 배우로 출연한다. 그가 연출한 50편 이상의 영화 중 가장 잘 알려진 작품으로는 《애니 홀》(1977), 《맨하탄》(1979), 《한나와 그 자매들》(1986), 《범죄와 비행》(1989)가 있다. 2007년에 그는 《스타더스트 메모리스》(1980), 《카이로의 붉은 장미》(1985), 《매치포인트》(2005)가 그의 최고의 영화라고 말했다. 비평가 로저 에버트는 앨런을 "영화의 보물"이라고 묘사했다.
앨런은 그의 경력을 통해 많은 수상과 영예를 안았다. 그는 세 번의 각본상과 한 번의 감독상을 수상하며 총 네 번의 아카데미상을 수상했다. 그는 또한 열 번의 영국 아카데미상(BAFTA)을 수상했다. 그가 각본을 쓴 《애니 홀》은 미국 작가 조합에서 발표한 "101편의 재미있는 각본" 목록에서 가장 재미있는 각본으로 선정되었다.

## 어린 시절

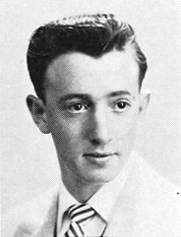
1953년 고등학교 졸업반이었던 우디 앨런

우디 앨런은 알란 스튜어트 코닉스버그라는 이름으로 1935년 11월 30일 뉴욕에서 태어났다. 가족은 브루클린에 살았고 출생은 브롱스의 마운트 에덴 병원에서였다. 유대인이었고 어머니 네티는 그녀의 가족이 운영하는 정육점 회계 일을 했고 아버지 마틴 코닉스버그는 보석 세공과 웨이터 일을 했다. 조부모가 오스트리아와 리투아니아에서 온 이민 1세대로 독일어, 히브리어, 이디시어를 했다. 우디와 후에 영화 제작자가 된 여동생 레티는 브루클린에서 자라났다. 우디의 부모는 둘 다 맨해튼의 로어 이스트 사이드에서 태어나고 자랐다.
우디 앨런의 부모는 관계가 그리 좋지 못했고  권위주의적이고 성미가 좋지 않은 어머니와 우디의 관계 역시 소원했다. 그는 어렸을 때 독일어를 했고 히브리 학교를 8년간 다니며 공립학교를 나와 고등학교를 1953년 졸업했다. 공부보다 야구를 좋아했고 친구들에게 카드 마술을 보여주곤 했다.
우디 앨런은 돈을 벌기 위해 웃긴 이야기(개그)를 써서 에이전트인 데이비드 O. 알버에게 팔았고 알버는 그것들은 신문 컬럼니스트에게 되팔았다. 17세 때 그는 법적 이름을 헤이우드 앨런으로 바꾸었고 나중에 가서 자신을 우디라 칭하기 시작한다. 그는 곧 부모의 수입을 합한 것보다 더 많은 돈을 벌게 된다. 고등학교를 졸업하고 1953년 뉴욕 대학교에서 방송영화를 전공하다가 "영화 제작" 수업에서 낙제하고 그만둔다. 그리고 1954년 뉴욕 시립대에서 영화를 공부하다가 첫 학기 중에 다시 그만 두었다. 그는 학교에서 배우기 보다는 스스로 공부하고 깨우쳤다. 이후 그는 뉴 스쿨에서 가르쳤으며 라호스 에그리에게서 글쓰기를 배우기도 했다.

## 경력

### 코미디 작가

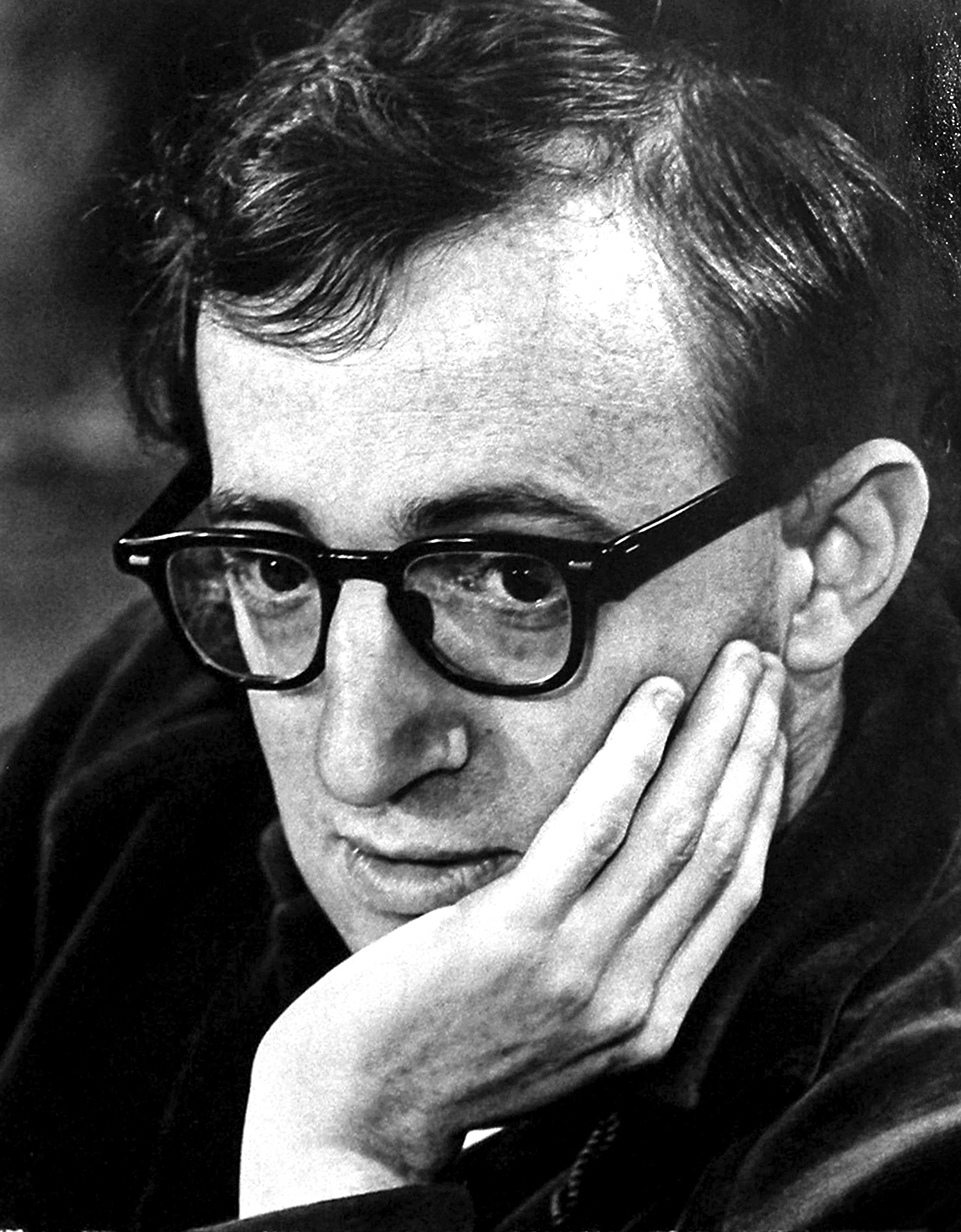
1960년대 우디 앨런

우디 앨런은 15세부터 짧은 농담들을 만들어 내기 시작했고 이듬해에는 그것들을 브로드웨이 작가들에게 보냈는데 그 중에 <아가씨와 건달들>의 공동작가였던 에이브 버로스는 이것들을 대단하다고 여겨 즉시 시드 시저, 필 실버스, 피터 린드 헤이즈에게 앨런을 소개하는 편지를 썼고 이들은 샘플로 보낸 농담들에 대해 수표를 지급했다.
이렇게 여러 작가들에게 보낸 편지들로 인해 그는 1955년 열 아홉 살에 NBC의 작가 개발 프로그램에 합류할 수 있게 되었고 이어 로스앤젤레스의 NBC 코메디 아워에 일자리를 얻는다. 이후 주 25 달러에 코미디언 허브 슈라이너의 전속 작가가 되었고 에드 설리번 쇼, 투나잇 쇼, 시드 시저 등의 대본을 쓰기 시작한다. 시저와 함께 일할 때쯤에는 주 1,500 달러를 벌었다. 이어 멜 브룩스, 칼 라이너, 래리 겔바트, 닐 사이먼 등과도 일하게 된다. 또한 대니 사이먼과도 함께 일했는데 앨런은 그가 자신의 글쓰기 스타일을 형성하는데 큰 도움을 주었다고 했다. 1962년 1년 동안만 그는 여러 코메디를 위해 2만여개의 개그를 썼다.
이렇게 TV의 여러 유명 코메디언들과 쇼 대본을 쓰면서 그는 "천재"라는 명성을 얻게 된다. 어떤 쇼에 대해 대본이 맡겨지면 그는 다음 날 종이 뭉치를 들고 나타났다고 한다.
그는 하루에 길게는 15시간 글을 썼으며 필요하다면 어디에서든 집중할 수 있었다. 그의 글쓰는 능력에 대해 딕 카베트는 "아침식사 후 타자기 앞에 앉으면 그는 해가 지고 머리가 멍해질 때까지 거기 앉아 있는다. 잠시 커피와 짧은 산책을 제외하고는 저녁 내내 일을 한다"고 놀라워 했다. 코미디언들을 위한 조크를 써주면 대개 열 개 중에 여덟개 정도가 쓰였는데 자신이 스탠드업 코메디를 할 때면 열 개 중에 한 개 정도만 고를 정도로 까다로웠다. 앨런에 의하면 30분의 코메디를 위해서 6개월의 집중적인 글쓰기를 해야 한다고 했다. 그는 글쓰기를 즐겼는데 "종이 뭉치를 찢어버리는 것보다 더 나를 행복하게 하는 것은 없다. 그리고 나면 나는 다시 빈 종이를 채우고 싶어 안달이 난다. 나는 글쓰는 것을 사랑한다"고 했다.
우디 앨런은 뉴요커 같은 잡지를 위해 단편이나 만화에 들어갈 캡션도  쓰곤 했는데 뉴요커의 전통적 유머 작가들인 S. J. 페렐만, 조지 S. 카우프만, 로버트 벤츨리, 맥스 슐만 등에서 영감을 얻었으며 그들의 글들을 현대화했다. 그의 단편들은 <Getting Even>, <Without Feathers>, <Side Effects>, <Mere Anarchy> 같은 모음집으로 출판되었다. 2010년 자신의 책들을 직접 읽은 오디오북을 출시했고 이는 그래미 어워드 스포큰 워드 앨범 부문에 후보로 올랐다.

### 스탠드업 코미디언
1960년에서 1969년에 앨런은 코미디 글쓰기를 보완하기 위해 그리니치빌리지의 비터 엔드나 카페오고고 같은 곳에서 코미디언 활동을 한다. 코미디 역사가인 제럴드 나크만은 우디 앨런이 최초의 스탠드업 코미디언은 아니지만 1960년대에 걸쳐 지대한 영향을 미쳤으며 스탠드업 코미디라는 것을 재정의했으며 "그는 그것을 시대의 문화적, 심리적 상황에 대한 냉혹하고 잔인할 정도의 정직한 풍자로 바꾸는데 일조를 했다"고 썼다.
새 매니저인 잭 롤린스는 앨런이 쓴 글들을 가지고 스탠드업을 하라고 제안했는데 처음에는 주저했지만 모르트 살의 무대를 보고 결심을 굳혔다고 한다. "용기를 낼 수 없었을 때 모르트 살이 완전히 새로운 스타일의 유머를 선보이며 나타났고 나와 같은 이들의 눈을 열어주었다"고 그는 당시를 회고한다. 앨런은 1960년 10월 맨해튼의 블루 엔젤 나이트클럽에서 정식으로 데뷔했는데 당시 사회를 맡았던 코미디언 셸리 버먼은 그를 젊은 TV 작가인데 이제 직접 무대에 선다고 소개했다.
다른 스타일의 유머를 보여준 그의 초기 스탠드업 쇼를 청중들이 늘 잘 받아들이거나 이해했던 것은 아니었다. 다른 코미디언들과는 달리 앨런은 점잖게 얘기했으며 종종 단어들을 잊어버린 듯이 보였는데 그것은 모두 사전에 짜여진 것이었다. 그는 보통의 사람으로 평범한 옷을 입고 무대에서 뭔가 카리스마적으로 보이려는 시도를 하지 않았다. 또한 그는 뭔가를 즉흥적으로 하지 않았는데 "나는 즉흥적인 것에 거의 가치를 두지 않았다"고 말하기도 했다. 그의 유머들은 삶의 경험에서 온 것들로 그것을 더욱 웃기게 하는 것은 그의 엄숙하고 진지한 태도였다.
그는 당시의 화제거리나 정치적, 사회적 관련이 있는 주제를 거의 다루지 않았다. 그는 시민의 권리, 여성의 권리나 냉전, 또는 베트남전과 같은 당대의 사건들에 대해서 다루지 않았다. 또한 당시에 유행하던 유대인 관련 농담도 하지 않았다. 코미디 작가인 래리 겔바트는 우디 앨런의 스타일을 일레인 메이와 비교하며 "그는 그녀의 스타일을 완전히 본떴다"고 했다. 니콜라스와 메이와 유사하게 그는 종종 지식인들을 놀리는 유머를 했다.
우디 앨런의 스타일에 매료되었던 소수 중 하나였던 카벳은 당시 블루 엔젤에서 그의 쇼에 대해 대부분의 관중은 별 관심을 보이지 않았다면서 "나는 미국 전역에서 그와 견줄만한 젊은 코미디언은 없을 것이라는 것을 즉각 알았고 또 청중들이 너무 멍청해서 그것을 깨닫지 못한다는 사실에 분개했다"고 했다. 한편 나흐만은 "연예계의 겉치장이나 희극 배우들의 상투적인 익살을 전부 없애버린 것은 어떤 코미디언도 고안해 내지 못했던 최고의 익살이었다. 무대 위에서 불안한 듯 보이는 자연스러움은 그의 트레이드 마크가 되었다"고 평했다.

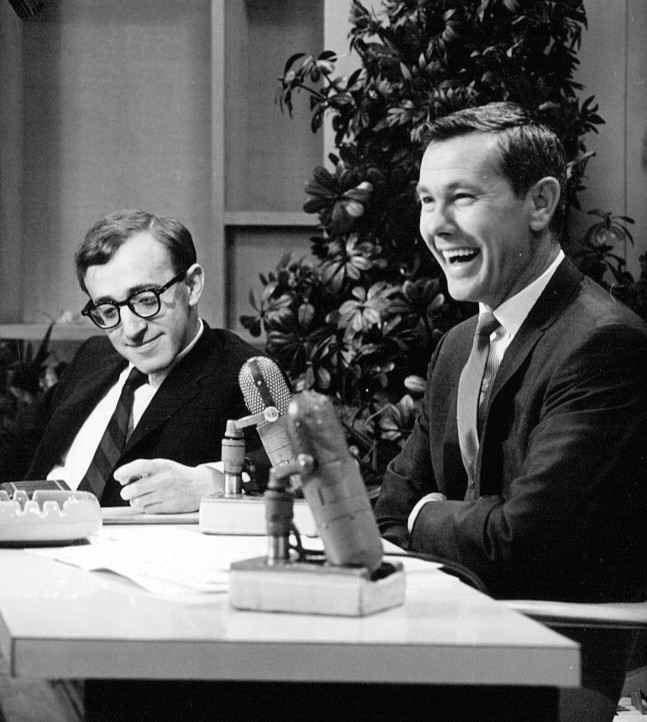
1964년 투나잇 쇼에서 자니 카슨과 우디 앨런

우디 앨런은 자신의 스탠드업 코미디를 통해 불안하고 신경질적인 동시에 지적인 페르소나를 개발했고 이를 통해 나이트클럽과 TV에서 정기적인 출연의 기회를 갖게 되었다. 그는 코미디 독백 장르에 혁신을 가져왔고 그의 스탠드업 코미디는 많은 영향을 끼쳤다고 여겨지고 있다. 자니 카슨의 투나잇 쇼에 1963년 11월 1일 첫 출연한 앨런은 이후 9년간 열 입곱번 호스트를 맡는 등 많은 활약을 펼쳤다.
1965년 우디 앨런은 영국 그라나다 TV를 위한 30분짜리 스탠드업 스페셜을 찍었고 1966년에는 CBS의 특별 뮤지컬 코미디 방송 <진 켈리 인 뉴욕>의 대본을 쓰고 특별 출연하였으며 1967년에는 NBC 방송 스페셜 <Woody Allen Looks at 1967>과 CBS의 <우디 앨런 스페셜>의 호스트를 맡았다.
이외에도 앤디 윌리엄스 쇼나 페리 코모 쇼 등에서도 스탠드업 코미디를 했으며 1971년 그가 마지막으로 호스트를 맡았던 투나잇 쇼에서는 밥 호프와 제임스 코모가 게스트로 나왔고 호프는 앨런을 "쇼비즈니스에서 가장 뛰어난 젊은이들 중 하나"라며 찬사를 보냈다. 라이프 매거진은 1969년 3월 우디 앨런을 표지 모델로 넣었다.

### 극작가

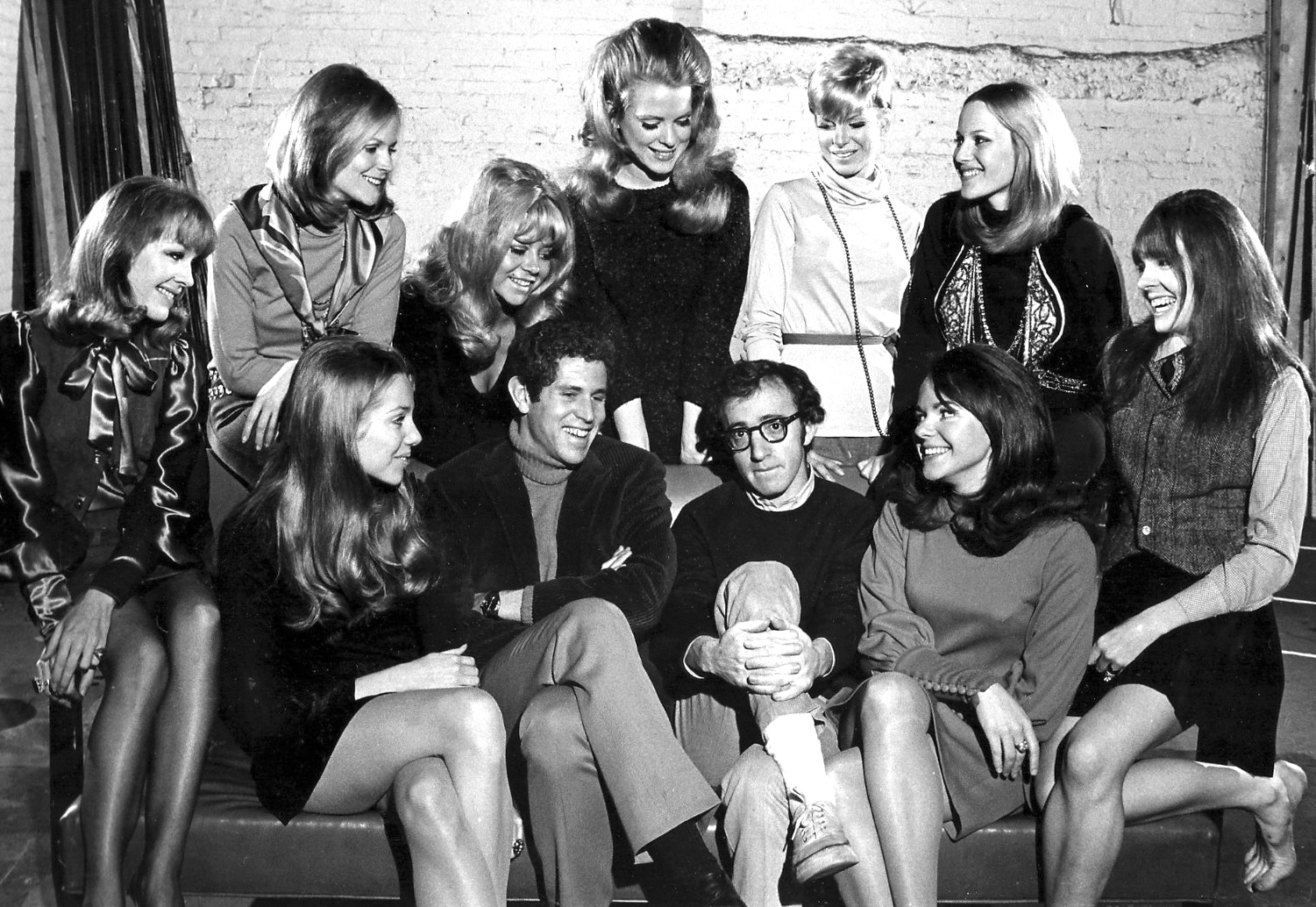
<카사블랑카여 다시 한 번> 캐스트와 함께 한 앨런 (1969년)

1966년 앨런은 연극 <Don't Drink the Water>을 썼고 이는 1969년에 하워드 모리스 감독에 의해 영화화 되었는데 앨런은 그렇게 맘에 들어하지 않았고 1994년 TV 영화로 직접 감독과 출연을 하였고 여기에는 마이클 J. 폭스와 마임 바이알릭이 출연했다.
브로드웨이 연극 <카사블랑카여, 다시 한번>은 각본을 쓰고 직접 출연했다. 1969년 2월에 시작된 연극은 453회를 거듭했고 다이앤 키턴이 출연했다. 이 역할로 키턴은 배우로서 자리잡기 시작했으며 당시 그녀는 앨런에게 "경외감"을 느꼈다고 한다. 2013년 인터뷰에서 키턴은 "나는 즉시 사랑에 빠졌고 그의 여자친구가 되기 위해 나름 노력했다"고 했다. 이후 영화 버전에서도 앨런과 키턴은 함께 출연했고 이어 앨런의 영화 <슬리퍼>, <사랑과 죽음>, <애니 홀>, <인테리어>, <맨하탄>에 출연했다. "그는 나에게 줄을 내주었고 나는 그것을 따라갔다. 그는 내가 아는 한 가장 훈련된 사람으로 엄청난 노력가다"라고 키턴은 앨런을 평한다.
1981년 앨런의 연극 <The Floating Light Bulb>는 65회 공연을 했다. 평은 갈렸지만 1945년을 배경으로 브루클린의 중산층 가정을 그린 이 연극을 통해 그의 어린시절을, 특히 마술에 흠뻑 빠졌었던 것을 엿볼 수 있었다.
앨런은 이외에도 한막짜리 브로드웨이 연극 대본을 여럿 썼는데 그 중에는 <Riverside Drive>, <Old Saybrook>, <A Second Hand Memory> 등이 있으며 2014년 뮤지컬 <브로드웨이를 쏴라>가 있다.

### 초기 영화들
우디 앨런의 첫 영화는 1965년의 <고양이>로 대본을 썼는데 결과물에 실망하고 이후 <카사블랑카여, 다시 한번>을 제외하면 자신의 영화를 모두 감독하게 된다. 그의 첫 감독 작품은 <타이거 릴리>(1966년)인데 기존의 일본 스파이 영화에 앨런과 그의 친구들이 영어로 더빙을 한 것이다. 1967년에 그는 007 패러디 영화 <007 카지노 로얄>에서 지미 본드 역으로 출연했다.
1969년 감독, 각본, 주연을 맡은 영화 <돈을 갖고 튀어라>를 만들었고 이것을 자신의 첫 감독 작품으로 여기고 있다. 이 영화는 좋은 평가를 받았고 이후 유나이티드 아티스츠 영화사와 몇 편의 영화를 하기로 계약한다.

### 1970년대
1970년대에는 이후 그의 "초기, 웃긴" 작품들로 알려진 영화들을 찍었는데 여기에는 <바나나 공화국>(1971년), <당신이 섹스에 대해 알고 싶었던 모든 것>(1972년), <슬리퍼>(1973년), <사랑과 죽음>(1975년)이 들어간다. 이 중에서 <슬리퍼>는 앨런과 마샬 브릭만이 공동으로 시나리오를 작업한 네 개의 영화 중 하나다.

1972년에는 영화로 만들어진 <카사블랑카여, 다시 한번>에 다이앤 키턴과 함께 출연했고 감독은 허버트 로스였고 1976년에는 마틴 리트가 감독한 영화 <프론트>에 식당 계산원으로 출연했다. 이 영화는 1950년대 할리우드의 블랙리스트에 관한 코미디였다. 
나는 영웅과 만나는 것을 좋아하지 않는다. 나는 달리 만나고 싶은 사람도, 같이 일하고 싶은 사람도 없다. 나는 다른 누구보다도 다이앤 키튼과 함께 일하는 것이 좋다. 그녀는 완전 훌륭하고 자연스럽다.
그리고 나서 우디 앨런의 가장 인기있는 두 영화 <애니 홀>과 <맨하탄>이 나온다. <애니 홀>(1977년)로 그는 아카데미에서 작품상, 여우주연상(다이앤 키턴), 각본상, 감독상을 받게 된다. <애니 홀>은 현대 로맨틱 코메디의 표준이 되었고 키턴이 영화에서 입었던 패션들이 유행했다. 한편 인터뷰에서 키턴은 앨런이 애니 홀 배역을 그녀를 위해 썼으며 또한 그녀에 대한 것이라는 사실을 부인하지 않았다. 이 영화는 미국 영화 연구소의 "100 베스트 영화"에 35위, "100 베스트 코미디"의 4위에 올라 있다.
1979년 앨런은 뉴욕시에 대한 오마주로 여겨지는 흑백으로 찍은 로맨틱 코미디 <맨하탄>을 만들었는데 영화 시작에 나오는 맨해튼의 정경들과 앨런과 키턴이 퀸스보로 다리를 배경으로 벤치에 앉아있는 실루엣 등이 유명하다. 그의 많은 영화들과 유사하게 주인공은 중년의 상류층 작가이자 지식인으로 나오고 매리얼 헤밍웨이가 연기한 열입곱 살 여주인공과의 복잡한 관계에 관한 것으로 다이앤 키턴과 메릴 스트립이 출연했다. 이 영화는 상업적으로도 또 평단에서도 성공했고 아카데미 여우조연상(매리얼 헤밍웨이)과 각본상 후보로 올랐다.
우디 앨런과 8개의 영화를 함께 했던 다이앤 키턴은 "그는 다른 누구와도 다른 정신을 갖고 있다. 그는 대담하며 자신의 일에 있어서는 그것을 밀고 갈 많은 힘과 용기를 갖고 있다. 그리고 그것이 바로 뭔가 독특한 일을 해내기 위해서 반드시 필요한 것이다. 그리고 거기에 더해 천재적 상상력을 갖고 있다"라고 했다.

### 1980년대
1980년대 우디 앨런의 영화들은 그것이 코미디일지라도 유럽의 감독들, 특히 잉마르 베르그만과 페데리코 펠리니의 영향을 받아 철학적 기조가 깔린 침울함을 보인다. <스타더스트 메모리스>(1980년) 같은 경우 <8과 1/2>(1963년)과 <산딸기>(1957년) 같은 영화들을 기반으로 했고 <한여름 밤의 섹스 코미디>(1982년)는 <한 여름밤의 미소>(1955년)를 각색했으며 <한나와 그 자매들>(1986년)의 일부 구조와 배경은 <화니와 알렉산더>(1982년)에서 빌려왔다. <라디오 데이즈>(1987년)는 펠리니 감독의 <아마코드>(1973년)에서 영감을 받았고 <9월>(1987년)은 베르그만 감독의 <가을 소나타>(1978년)와 유사하다. <또 다른 여인>(1988년)과 <범죄와 비행>(1989년)은 <산딸기>(1957년)를 연상시킨다.

<스타더스트 메모리스>(1980년)는 영화 제작자가 주인공으로 팬들을 향한 원망과 경멸을 갖고 있다. 병으로 최근에 사망한 친구로 인한 충격 속에서 주인공은 "나는 더 이상 웃기는 영화를 만들고 싶지 않다"고 하지만 주변의 많은 이들은 (외계인들 까지도) 그의 "초기, 웃긴 영화들"을 좋아한다고 그에게 계속하여 말한다. 우디 앨런은 이 영화를 그의 최고의 작품 중 하나로 여긴다.
미아는 훌륭한 배우로 여러 가지 역할을 연기할 수 있다. 연기폭은 심각한 것에서부터 웃긴 것까지 매우 넓다. 또한  사진발이 좋으며 영상에서 매우 아름답다. 한마디로 훌륭하고 사실적인 배우다... 그리고 아무리 이상하고 도발적인 역이라 할지도 그녀는 훌륭하게 감당한다.
다이앤 키턴이 영화 <레즈>(1981년)에 출연하면서 <한여름 밤의 섹스 코미디>(1982년)에서 우디 앨런은 처음으로 미아 패로와 작업하기 시작한다. 그리고 다음으로 만든 영화 <젤리그>(1983년)는 주변 사람들과 같은 모습으로 변화하는 능력을 가진 이에 대한 영화다.
<한나와 그 자매들>(1986년)과 <범죄와 비행>(1989년) 같은 영화에서 앨런은 비극과 희극적 요소를 결합하였고 쇼비즈니스에 관한 영화 셋을 만들었는데 <브로드웨이의 대니 로즈>는 한물간 뉴욕 쇼비지니스 에이전트에 관한 이야기이고 대공황 시대를 배경으로 한 <카이로의 붉은 장미>는 불행한 가정주부와 영화 속에서 튀어나온 캐릭터와의 로맨스를 그렸으며 <라디오 데이즈> 브루클린에서의 어린시절과 당시 라디오의 의미에 대한 것이다. <카이로의 붉은 장미>는 타임에서 선정한 역대 최고의 영화 100에 들었으며 앨런은 이 영화를 <스타더스트 메모리스>, <매치 포인트>와 함께 자신이 만든 최고의 영화로 꼽는다. "최고"라는 의미에 대해 그는 자신이 가지고 있던 비전과 가장 가깝게 만들어졌다는 것을 뜻한다고 했다. 1989년 앨런은 프랜시스 포드 코폴라, 마틴 스콜세지와 함께 뉴욕커들을 그린 앤솔로지 영화 <뉴욕 스토리>를 만들었다.

### 1990년대
우디 앨런으니 1991년 영화 <그림자와 안개>는 독일 표현주의에의 오마주로 흑백으로 촬영되었다. 그리고 평론가들의 극찬을 받은 <부부 일기>(1992)를 만들었는데 아카데미 여우조연상(주디 데이비스)와 각본상에 후보로 올랐다. 서스펜스와 코미디를 결합한 <맨해튼 미스터리>(1993년)에서는 다이앤 키턴이 재등장했다.
그리고 가벼운 작품들로 돌아왔는데 조폭들이 연루된 쇼비즈니스에 관한 <브로드웨이를 쏴라>(1994년)로 아카데미 감독상 후보에 올랐고 뮤지컬 <에브리원 세즈 아이 러브 유>(1996년)을 만들었다. 그리고 코미디 영화로 고대 그리스 고전 연극이 큰 부분을 차지하는 <마이티 아프로디테>(1995년)로 미라 소비노가 아카데미 여우조연상을 받았다. 1999년의 재즈를 배경으로 한 코미디 드라마 <스윗 앤 로다운>으로 숀 펜이 아카데미 남우주연상에, 서맨사 모턴이 여우조연상 후보로 올랐다. 1990년대 말에 이르면서 가볍던 분위기는 좀더 어두운 풍자로 바뀌면서 <해리 파괴하기>(1997년)과 <셀러브리티>(1998년)가 나왔다.
우디 앨런은 닐 사이먼의 동명의 희곡을 바탕으로 한 TV 영화 <선샤인 보이즈>(1995년)에 출연하기도 했으며 시트콤 <Just Shoot Me!>에서 그의 영화들에 대한 헌정의 일환으로 만들어진 "우디와의 저녁식사" 에피소드에 출연하였고 드림웍스의 최초 애니메이션 <개미>(1998년)에 목소리로 출연했다.

### 2000년대
<스몰 타임 크룩스>(2000년)은 앨런이 처음으로 드림웍스 스튜디오와 작업한 작품으로 다시금 슬랩스틱 코미디로의 회귀를 보여주며 영화와 관련된 다수의 인터뷰를 하는 등 여러 면에서 전환점이 된다. 이 영화는 1942년도 <라세니 주식회사>와 유사한데 이에 대해 앨런은 아무 코멘트도 하지 않았다. 미국에서 1천7백만 달러의 수익을 올리며 상업적으로 어느 정도 성공을 거두었으나 이어진 <제이드 스콜피온의 저주>(우디 앨런의 영화중 가장 예산이 많이 들어갔다 - 2천6백만 달러), <헐리우드 엔딩>, <애니씽 엘스>, <멜린다 앤 멜린다>, 네 영화는 평도 좋지 않았고 각각 미국에서 4백만 달러 이하의 수익을 내면서 상업적으로 실패했다. 몇몇 평론가들은 이제 그의 최고의 시기는 지난 것 같다는 의견을 낸 반면 로저 이버트 같은 경우 <멜린다 앤 멜린다>에 대해 그리 좋아하지는 않지만 "만약 우디가 이전의 영화들을 만들지 않았고 최근 그의 영화들이 그의 첫 선댄스 데뷔작이라고 본다면 아마 더 좋은 평을 받았을 것이다"라고 썼다.

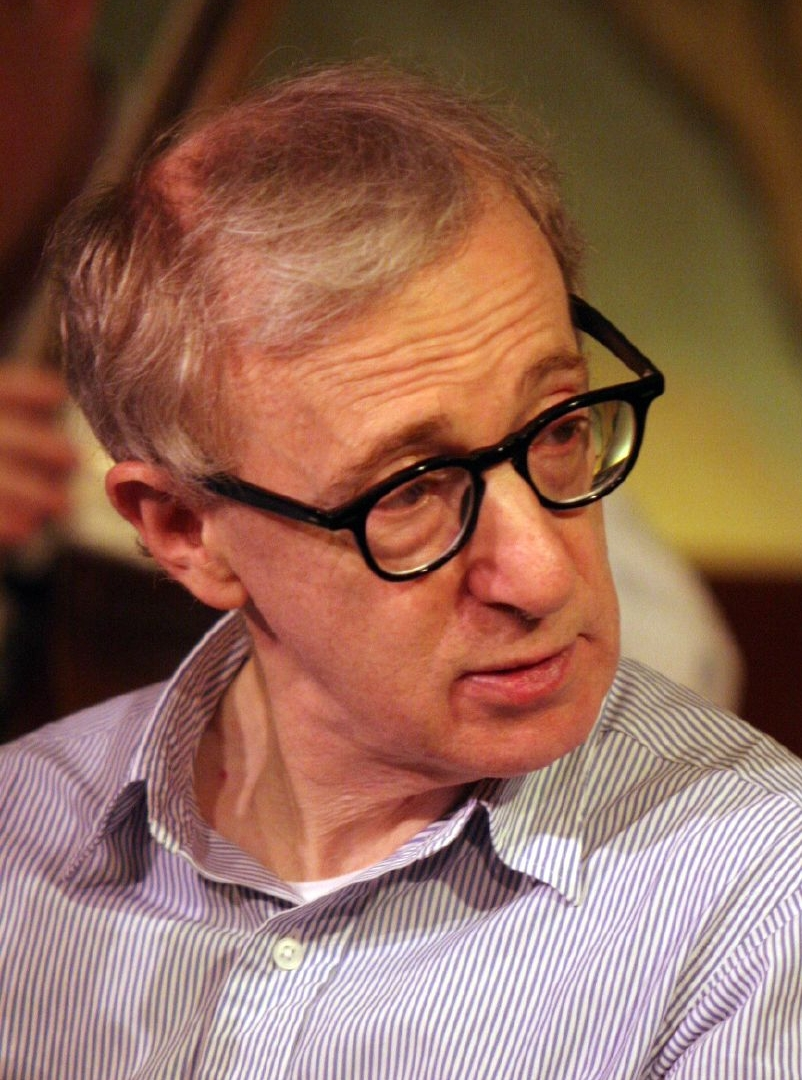
2006년 우디 앨런

이 시기 우디 앨런 최고의 성공작은 <매치 포인트>(2005년)다. 런던을 배경으로 조너선 리스 마이어스와 스칼렛 요한슨이 주연을 맡은 이 영화는 바로 전 드림웍스를 통해 나왔던 영화 네 편에 비해 더 어두웠다. 이 영화에서 앨런은 뉴욕의 상류 지식인층에서 런던의 부유한 상류층으로 초점을 옮겼다. 이 영화로 미국에서 그는 20년간의 거의 모든 영화보다 많은 액수인 2천3백만 달러를 벌었고 전세계적으로는 6천2백만 달러의 수익을 올렸다. 1998년 이후 처음으로 다시 아카데미 각본상 후보에 이름을 올렸고 1987년 이래 다시금 골든 글로브상에도 감독과 각본 부문에 올랐다. 2006년 인터뷰에서 그는 이 영화가 자신이 만든 것 중 최고라고 하기도 했다.
스칼렛 요한슨, 하비에르 바르뎀, 리베카 홀, 페넬로페 크루스가 출연한 영화 <내 남자의 아내도 좋아>는 바르셀로나와 스페인에서 촬영했다. 2008년 칸 영화제에서 열광적인 리뷰와 함께 초연되었고 이후 상업적 성공도 거두면서 골든 글로브에서 뮤지컬/코미디 부문 작품상과 함께 페넬로페 크루스는 아카데미 여우조연상을 받았다.
앨런은 2004년 인터뷰에서 "미국은 많이 변했다. 여기서는 이제 좋은 소규모 영화를 만들기가 어려워졌다"면서 "탐욕스러워진 영화사들은 좋은 영화에 별로 신경쓰지 않는다. 물론 영화가 좋으면 두 배로 행복해지겠지만 일단은 돈을 버는 것이 목표다. 이들은 이제 1억 달러를 투자하여 5억 달러를 버는 것에만 집중한다"고 했다.
우디 앨런은 2001년 미국 예술 과학 아카데미의 회원으로 선출되었다.

### 2010년대

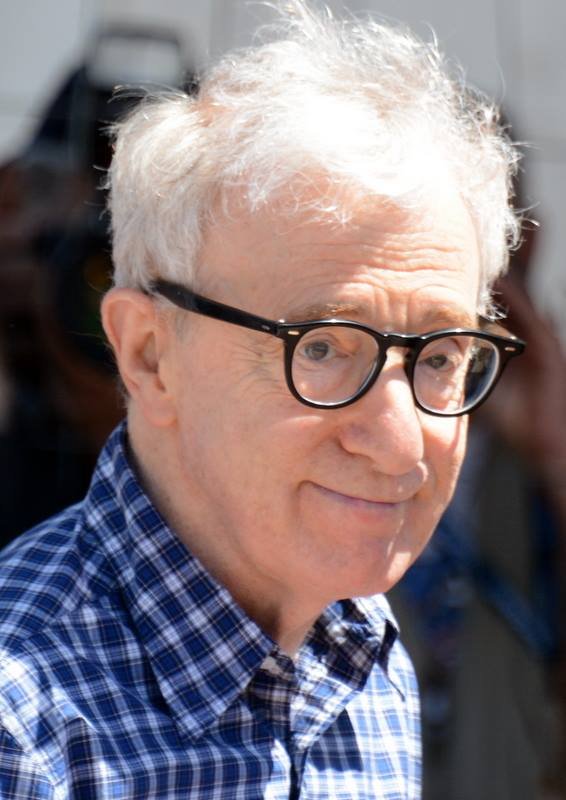
2015년 칸 영화제에서 우디 앨런

안토니오 반데라스, 앤서니 홉킨스, 나오미 왓츠 등이 출연한 영화 <환상의 그대>는 런던에서 촬영되었고 2010년 개봉되었다.
그리고 차기작으로 오언 윌슨, 마리옹 코티야르, 레이첼 맥아담스 등을 비롯하여 당시 프랑스 영부인이었던 칼라 브루니가 출연하는 영화 <미드나잇 인 파리>를 촬영하였고 2011년 칸 영화제에서 개봉되었다. 기자회견에서 앨런은 "나는 그저 내가 보는 방식으로 파리를 표현하고 싶었다"고 했다. 이 영화는 거의 모두에게서 호평을 받았고 로튼 토마토 지수 93%를 받았으며 아카데미 각본상을 받았다. 1천7백만 달러의 예산으로 만들어 전세계적으로 1억5천1백만 달러를 벌어 우디 앨런의 최고 수익 작품이 되었다.
2012년에 로마를 배경으로 한 로맨틱 코미디 <로마 위드 러브>는 네 개의 소품으로 구성되었고 영어와 이탈리어가 쓰였다. 그리고 <스쿠프> 이후 앨런이 직접 출연한 작품이다.

2013년 영화 <블루 재스민>은 샌프란시스코와 뉴욕을 배경으로 앨릭 볼드윈, 케이트 블란쳇이 출연하였고 평론가들의 찬사와 함께 아카데미 각본상 후보에 올랐으며 블란쳇은 아카데미 여우주연상을 수상했다. 한편 2013년 존 터투로가 각본을 쓰고 감독과 주연을 한 영화 <지골로 인 뉴욕>에 출연하기도 했다. 같은 해 프랑스 니스에서 1920년대를 배경으로 하고 엠마 스톤과 콜린 퍼스가 주연을 맡은 영화 <매직 인 더 문라이트>를 촬영했는데 1천6백만 달러 예산에 5천1백만 달러의 수익을 올리며 어느 정도 상업적 성공을 거두었다.
많은 것을 이룬 감독과 함께 작업하는 것은 정말 멋진 일이다. 그는 무엇을 원하는지 정확히 알고 있기 때문이다. 이는 사람들에게 자신감을 불어넣으며 힘이 된다.
2014년 7월에서 8월에 로드아일랜드주의 뉴포트에서 호아킨 피닉스, 엠마 스톤 등과 미스테리 드라마인 <이레셔널 맨>을 촬영했다. 앨런은 이 영화와 이어질 세 개의 영화는 소니 픽처스 클래식스로부터 전적으로 지원을 받고 있다고 밝혔다. 이어진 영화 <카페 소사이어티>는 제시 아이젠버그, 크리스틴 스튜어트, 블레이크 라이블리 등이 출연하였고 원래는 브루스 윌리스가 하던 역을 촬영 중간에 스티브 커렐로 교체했다. 이 영화는 아마존 스튜디오를 통해 배급되었고 2016년 5월 칸 영화제 개막작으로 상영되면서 세 번째 칸을 여는 영화가 되었다.
2015년 1월, 아마존 스튜디오에서는 우디 앨런이 쓰고 감독하는 30분짜리로 이루어진 한 시즌의 프로그램 계획을 발표했는데 이는 그의 첫 TV 드라마 제작이었다. 이에 대해 앨런은 "내가 어쩌다 여기에 얽히게 되었는지 모르겠다. 뭐가 뭔지 전혀 모르겠고 어디서부터 시작해야 할지도 오리무중이다. 내 생각에는 아마도 로이 프라이스(아마존 스튜디오 사장)가 후회할 것 같다"고 했으며 2015년 칸 영화제에서의 인터뷰에서는 "정말 치명적인 실수다. 내가 뭘 하고 있는지 모르겠다. 완전히 헤매고 있다. 아마도 우주적인 망신이 될 것만 같다"고 했다. 2016년 9월 그의 첫 TV 시리즈인 <크라이시스 인 식스 씬>의 방영이 시작되었는데 1960년대를 배경으로 교외에 살고 있는 한 가족에게 깜짝 손님이 방문하며 일어나는 혼란들을 그렸다. 우디 앨런 외에 일레인 메이와 마일리 사이러스가 출연했다. 사이러스는 마리화나를 파는 급진 히피족 도망자를 연기했다.
2016년 9월 앨런은 1950년대 코니아일랜드를 배경으로 케이트 윈슬렛과 저스틴 팀버레이크가 출연한 영화 <원더 휠>을 촬영했다. 이 영화는 2017년 10월 55회 뉴욕 영화제의 폐막작으로 상영되었고 2017년 1월에 극장에 개봉되었다. <원더 휠>은 아마존 스튜디오에서 자체적으로 배급한 첫 영화다.
2017년 우디 앨런은 45회 평생공로상에서 수상하는 다이앤 키턴을 위해 매우 드물게도 행사에 참여하여 그녀와 오랜 협업과 우정에 대해 나누면서 "그녀를 처음 만난 순간부터 그녀는 내게 위대한 영감의 근원이었다. 내가 해낸 많은 것들에 있어 나는 그녀에게 빚을 지고 있다"고 하였고 기립 박수를 받았다.
티모시 샬라메, 셀레나 고메즈, 엘 패닝, 주드 로 등이 출연한 <레이니 데이 인 뉴욕>은 2017년 9월 뉴욕에서 촬영을 시작했다. 당시 벌어진 미투 운동을 위해 샬라메와 고메즈는 봉급을 관련 단체에 기부한다고 발표하기도 했다.
2019년 2월 아마존 스튜디오에서는 <레이니 데이 인 뉴욕> 배급을 중단하며 더 이상 우디 앨란의 영화의 재정, 제작, 배급에 참여하지 않는다고 발표했다. 이에 대해 앨런은 6천8백만 달러의 소송을 재기하며 아마존이 계약을 파기함에 있어 "모호한 이유"를 들었으며 영화 배급을 "25년이나 된 근거 없는 주장"에 의해 중단했고 지불도 이행하지 않았다고 했다. 이 소송은 이후 합의가 이루어졌고 기각되었다. 그리고 2019년 7월에 유럽에서 개봉되었는데 리뷰는 갈렸고 2천만 달러의 수익을 올렸다. 그리고 1년여 정도 미뤄진 2020년 10월에 MPI 미디어 그룹과 시그니처 엔터테인먼트를 통해 미국에서 개봉되었다.

### 2020년대
2019년 5월에 우디 앨런의 영화 <리프킨스 페스티벌>의 제작 소식이 들려왔고 스페인의 독립 TV 회사인 미디어프로가 제작을 맡아 2019년 10월에 촬영을 마쳤다. 2020년 9월 산세바스티안 국제 영화제에서 첫 상영을 하였고 엇갈린 반응을 보인 한편 뉴욕 타임스의 제시카 키앙은 "굶주린 포로에게 뜻밖에 주어진 디저트"라고 평했다.
2020년 3월, 아셰트 북그룹 산하 그랜드 센트럴 출판사에서 우디 앨런의 자서전 <아무것도 아닌 것에 대해> 출간 계획을 발표했는데 이는 이미 여러 출판사에서 퇴짜를 맞은 후였다.
책 출간 결정은 로난과 딜런 패로의 반발에 부딪혔고(아래 성추행 혐의 참조) 그랜드 센트럴 출판사 직원 75명이 출간에 반대하며 파업을 벌이기도 했다. 결국 아셰트 북그룹 임원진은 책 출간을 포기했다.
소설가인 스티븐 킹은 아셰트의 결정을 비판하며 "이는 나를 매우 불편하게 만들었다. 나는 특정인에 대해 말하는 것이 아니다. 나는 우디 앨런에 대해선 아무 관심도 없다. 다만 나의 우려는 다음에는 누가 입막음을 당할 것인가이다"라고 비판의 목소리를 냈다. 한편 2020년 3월, 아셰트의 프랑스 지사에서는 만약 우디 앨런이 허락한다면 책을 출간하겠다고 발표했고 On March 23, 2020, Arcade 결국 3월 23일에 아케이드에서 영어판을 냈고 라 나브 디 테세오에서 이탈리아어판을 출간했다.
2020년 6월, 우디 앨런은 앨릭 볼드윈의 팟캐스트에 출연하여 스탠드업 코미디언, 코미디 작가, 영화 감독 시절에 대해 얘기했고 코로나19 팬데믹 가운데의 삶에 대해서도 나누었다. 2022년에는 레너트 말틴의 팟캐스트에서 그의 영화 <리프킨스 페스티벌>을 비롯하여 자신의 영화들, 코미디언 시절, 스트리밍 시대에 있어 영화의 입지, 그리고 역시 코로나 19에 대한 이야기를 나누었다.

## 연극
영화로 더 유명하지만 우디 앨런은 연극에서도 꽤 성공적인 길을 걸어왔다. 1960년 쓰기 시작하여 1968년 <Don't Drink the Water>가 거의 2년간 598회의 공연을 하며 성공했고 자신과 다이앤 키턴이 주연을 맡은 1969년 <카사블랑카여, 다시 한번>은 453회 공연을 했으며 토니 어워드 세 부문에 후보로 오르면서 성공을 이어갔다.
1970년대에는 다수의 단막극을 썼으며 그중 <God and Death>는 1975년에 출판된 <Without Feathers>에 포함되었고 1981년의 <The Floating Light Bulb> 연극은 브로드웨이에서 공연되었고 평론가들에게는 찬사를 받았으나 상업적 성공은 거두지 못했다. 2004년 <A Second Hand Memory>로 연극계로 돌아왔고 2012년에는 영화 <브로드웨이를 쏴라>를 브로드웨이 뮤지컬로 만들었다.

## 재즈 밴드

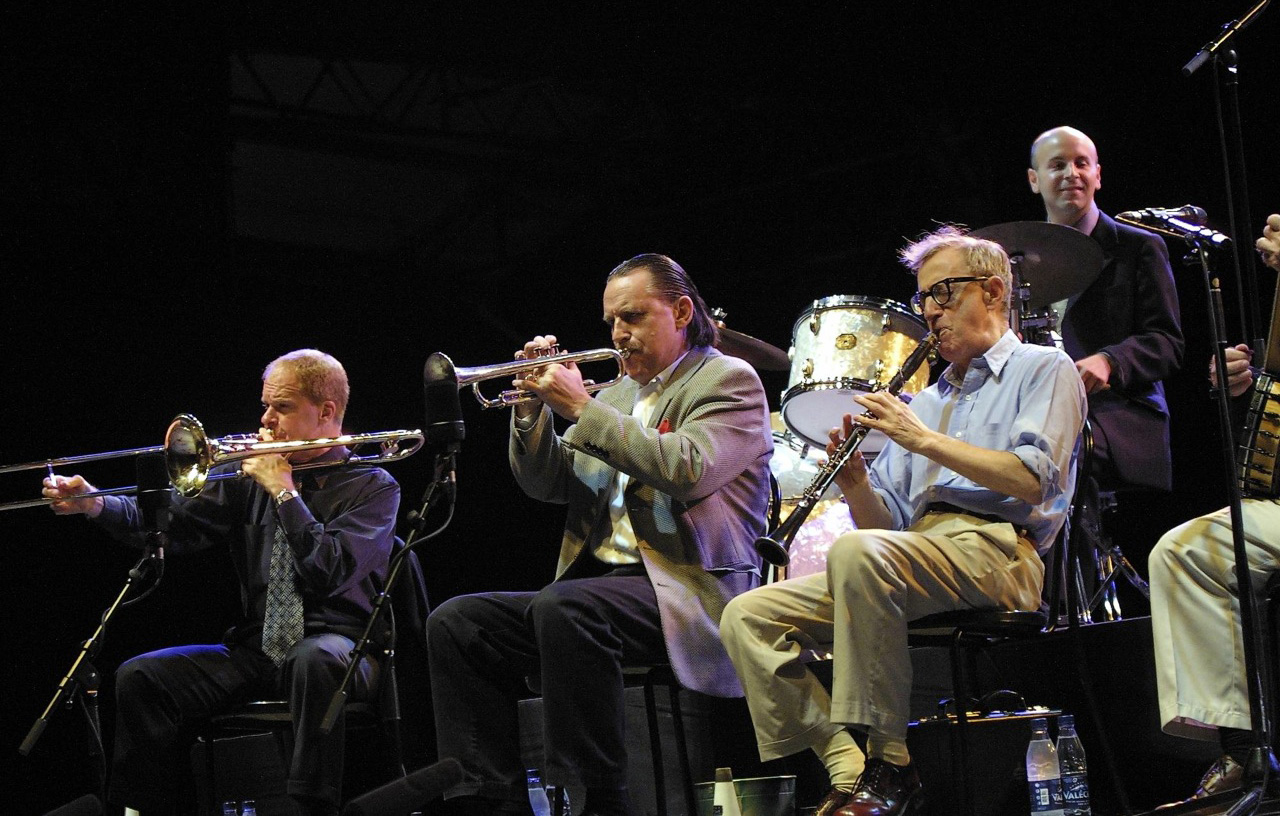
2003년 비엔나 재즈 패스티벌에서 연주하는 우디 앨런

우디 앨런은 재즈의 열성적 팬으로 영화에도 사운드트랙으로 종종 나온다. 어렸을 때부터 클라리넷을 연주했고 1960년대 말부터 공연도 해오고 있다. 예명인 우디도 클라리넷 연주자 우디 허먼에서 따온 것이다. 우디 앨런과 그의 뉴올리언스 재즈 밴드는 맨하탄의 칼라일 호텔에서 월요일 저녁에 주로 20세기 초 뉴올리언스 재즈를 오랫동안 연주해 오고 있다.

## 영향
우디 앨런은 코미디언 밥 호프, 그루초 막스, 모르트 살, 찰리 채플린, W. C. 필즈를 비롯하여 극작가 조지 S. 카우프만, 영화 감독 에른스트 루비치와 잉마르 베르그만에게 막대한 영향을 받았다고 말한 바 있다.
한편 다수의 코미디언들이 우디 앨런에게서 영향을 받았다고 밝히고 있는데 그 중에는 루이 C.K., 래리 데이비드, 존 스튜어트, 크리스 록, 스티브 마틴, 존 멀라니, 빌 헤이더, 아지즈 안사리, 세라 실버먼, 코난 오브라이언, 세스 맥팔레인, 세스 마이어스, 리처드 아이오아디, 빌 마, 앨버트 브룩스, 존 클리즈, 게리 섄들링, 밥 오든커크, 롭 매킬헤니 등이 있다.
영화 감독/각본가들 중에는 웨스 앤더슨, 그레타 거윅, 노아 바움백, 루카 구아다니노, 노라 에프런, 휘트 스틸만, 마이크 밀스, 아이라 삭스, 리처드 링클레이터, 찰리 코프먼, 니콜 홀러프세너, 레베카 밀러, 타마라 젠킨스, 알렉스 로스 페리, 그렉 모톨라, 린 쉘튼, 리나 더넘, 로렌스 마이클 레빈, 올리비에 아사야스, 사프디 형제 등이 있다.
쿠엔틴 타란티노는 그를 "역대 가장 위대한 시나리오 작가 중 하나"라고 했으며 마틴 스콜세지 역시 "뉴욕에 대한 우디의 감성은 내가 그의 작품을 좋아하는 이유 중 하나이기는 하지만 또한 나에게는 매우 낯설기도 하다. 이는 다른 세계도 아닌 마치 다른 행성인 것 같다"고 <우디 앨런: 다큐멘터리>에 출연하여 말했다. 스텐리 도넨은 그의 영화를 좋아한다고 했고 스파이크 리는 그를 "위대하고 위대한 필름메이커다"라고 했으며 페드로 알모도바르는 그의 작품들을 흠모한다고 했다. 2012년 <사이트 & 사운드>에서 실린 각자의 톱 10 영화에서 감독인 마이크 리와 아시가르 파르하디, 마틴 맥도나는 각각 <라디오 데이즈>, <돈을 갖고 튀어라>, <맨하탄>을 포함시켰다. 각본가이자 감독 배우인 에드거 라이트는 자신이 선정한 100개의 코미디 영화에 앨런의 작품 다섯 개를 넣었다 (<돈을 갖고 튀어라>, <바나나 공화국>, <카사블랑카여, 다시 한번>, <슬리퍼>, <애니 홀>).
영화 평론가들 중 로저 이버트와 배리 노먼은 특히 우디 앨런의 작품에 극찬을 보내고 있다. 1980년 <스닉 프리뷰>에서 시스켈과 에버트는 우디 앨런과 멜 브룩스를 "오늘날 세계에서 가장 성공한 코미디 감독이며... 미국에서 가장 웃긴 필름메이커들이다"라고 평했다.

### 우디 앨런이 좋아하는 영화
2012년 우디 앨런은 <사이트 & 사운드>에서 10년마다 역대 가장 위대한 영화를 뽑는 리스트에서 앨런에게 열 개의 영화를 꼽아달라고 했고 다음이 그 영화들이다 (가나다 순).
- <400번의 구타> (프랑스, 1959년)
- <8과 1/2> (이탈리아, 1963년)
- <라쇼몽> (일본, 1950년)
- <부르주아의 은밀한 매력> (프랑스, 1972년)
- <시민 케인> (미국, 1941년)
- <아마코드> (이탈리아, 1972년)
- <영광의 길> (미국, 1957년)
- <위대한 환상> (프랑스, 1937년)
- <자전거 도둑> (이탈리아, 1948년)
- <제7의 봉인> (스웨덴, 1957년)

2020년 자서전 <아무것도 아닌 것에 대해>에서 앨런은 엘리아 카잔 감독의 <욕망이라는 이름의 전차>를 극찬하며 다음과 같이 말했다. 
영화 전차는 내게 있어서는 전적 예술의 완벽이다... 내가 본 영화 중 가장 완벽한 대본, 연기, 연출의 만남이다. 나는 이 영화를 완벽하다고 했던 리처드 쉬켈의 의견에 동의한다. 등장인물들은 매우 완벽하게 만들어졌고 모든 대화의 뉘앙스, 본능은 우주에서 가장 완벽한 선택이다. 모든 연기 또한 완벽하다. 비비안 리는 내가 아는 실제 사람들보다 비교도 할 수 없을 만큼 더 현실적이고 생생하며 말론 브란도는 살아있는 시, 그 자체였다. 그는 이 영화를 통해 연기의 역사를 바꾼 인물이다. 세팅, 뉴올리언즈, 프렌치 쿼터, 비오는 습한 오후, 포커 나이트... 예술적 천재의 작품이다.

## 영화 관련 운동과 보존 활동
1987년 우디 앨런은 다수의 영화인들과 함께 워싱턴 DC에서 열린 상원 법사위원회 청문회에 참석하여 영화사들이 아티스트들의 동의 없이 영화에 컬러를 넣는 것에 대해 다음과 같이 증언했다.
만약 감독들에게 권한이 있다면 우리는 우리의 영화가 상업적으로 분해되거나 단축되거나 착색되는 등 어떤 방식으로든 조작되고 변형되는 것을 허락지 않을 것이다. 우리는 이것들을 위해 싸웠으나 큰 효력은 없었고 이제는 착색에까지 다다랐다. 너무 끔찍하고 터무니없으며 청중들의 너무도 쉽게 알아차릴 수 있는 이러한 변형은 그야말로 낙타의 등을 부러뜨리는 마지막 지푸라기다. 착색이 오히려 감독을 위하고 영화를 더 낫게 만든다는 생각은 몇 푼 더 벌기 위해 예술을 파괴하는 행위와도 같다.

앨런은 또한 <맨하탄>과 <스타더스트 메모리스>, <브로드웨이의 데니 로즈>, <젤리그> 등을 왜 흑백으로 만들었는지에 대해 설명했고 존 휴스턴 감독의 미리 녹화된 영상이 틀어졌고 지미 스튜어트가 자신이 출연한 영화 <멋진 인생>에 컬러를 입히는 것에 대한 비판의 글을 쓴 것이 읽혀졌다.
1990년 우디 앨런과 마틴 스콜세지는 필름 파운데이션이란 비영리 영화 보존 단체를 창립했고 영화사와의 협조 하에 오래되고 손상된 필름을 복구하는 일을 하고 있다. 앨런은 로버트 올트먼, 프랜시스 포드 코폴라, 클린트 이스트우드, 스탠리 큐브릭, 조지 루카스, 시드니 폴락, 로버트 레드퍼드, 스티븐 스필버그와 함께 초기 이사회 멤버였다.

## 사생활
우디 앨런은 세 번 결혼했다. 할린 로젠과 1956-1959년, 루이스 레이저와 1966-1970년, 그리고 순이 프레빈과 1997년 결혼하여 살고 있다. 또한 여배우 미아 패로와 12년간, 그리고 스테이시 넬킨, 다이앤 키턴과 연인 관계였다.

### 초기 결혼과 연인 관계들
1956년 우디 앨런은 할린 로젠과 결혼했다. 당시 그는 20세, 그녀는 17세였고 결혼은 1959년까지 지속되었다. 로젠은 이혼 후 얼마 되지 않아 TV 스탠드업 코미디 도중 그녀를 "공포의 앨런 부인"이라고 지칭했다고 하여 앨런을 고소했다.
1966년 앨런은 루이스 레이저와 결혼했다가 1970년 이혼했다. 레이저는 앨런의 영화 <타이거 릴리>에서 목소리 더빙을 했었고 그의 영화 세 편에 출연했으며 (<돈을 갖고 튀어라>, <바나나 공화국>, <당신이 섹스에 대해 알고 싶었던 모든 것>) <스타더스트 메모리스>에서 잠깐 나오기도 했다.
로스앤젤레스 타임스에 따르면 영화 <맨하탄>은 앨런과 여배우 스테이시 넬킨의 연애를 기반으로 했다고 한다. 그녀는 <애니 홀>에 짧게 출연했으나 편집시 모두 삭제되었고 그녀와의 관계에 대해서 앨런은 공개적으로 인정한 적이 없다. 알려진 바에 따르면 앨런은 넬킨이 뉴욕의 스타이베센트 고등학교 재학 당시였던 17살 때 만났다고 한다. 2018년 12월, 할리우드 리포터에서 바비 크리스티나 엥겔하르트를 인터뷰했는데 그녀는 앨런을 17세 때인 1976년 만나 8년간 관계를 가졌다고 했고 영화 <맨하탄>의 등장인물인 트레이시는 자신이나 넬킨이라기 보다는 그 시기에 앨런이 만났던 실제 젊은 연인들의 합성물일 것이라고 했다. 앨런은 이에 대한 질문에 답하지 않았다.

### 다이앤 키턴
1969년 우디 앨런은 브로드웨이쇼 <카사블랑카여, 다시 한번>에 다이앤 키턴을 기용했다. 쇼가 진행되면서 둘은 연인관계가 되었다. 1년 후쯤 헤어졌지만 키턴은 계속해서 그의 영화에 출연했다. 그녀는 <슬리퍼>에서 미래의 시인 역을, <사랑과 죽음>에서 톨스토이와 도스토예프스키의 소설 속 인물들을 결합한 역으로 나왔다. <애니 홀>은 앨런과 키턴의 경력에 있어 매우 중요한 영화였다. 이 영화는 그녀를 위해 쓰여진 것으로 알려져 있는데 키턴의 본명이 다이앤 홀이기도 하다. 그리고 이후 그녀는 <인테리어>, <맨하탄>에 출연했고 1987년 <라디오 데이즈>에는 카메오로 나이트클럽 가수 역을 했고 <맨하탄 미스테리>에서는 원래 미아 패로가 하려던 역을 그녀와 앨런과의 관계가 틀어지면서 대체했다. 다이앤 키턴은 총 8편의 우디 앨런 영화에 출연했으며 지금껏 가까운 친분을 유지하고 있다. 그리고 앨런에게는 매우 드문 경우로 키턴의 AFI 평생공로상 시상식에 직접 나와 치하했다.

### 미아 패로
우디 앨런과 미아 패로는 1979년 만나 1980년부터 사귀기 시작했고 패로는 1982년부터 1992년까지 총 13편의 앨런 영화에 출연했다. 연인 사이일때도 이들은 맨하탄의 센트럴 파크를 사이에 두고 따로 살았다. 패로는 앨런과 만났을 당시 일곱 명의 자녀가 있었는데 세 아들은 작곡가인 앙드레 프레빈 사이에서 낳았고 입양한 여자 아이 셋과(베트남에서 둘, 한국에서 하나(순이 프레빈)), 남자 아이, 모세스 패로(한국)였다.
1984년 패로와 앨런은 함께 아이를 낳기로 했고 앨런은 아이 양육에는 관여하지 않는 것으로 알고 있었다. 하지만 임신에 실패하고 대신 여자 아이(딜런 패로)를 1985년 7월 입양했다. 앨런은 입양 절차에는 관여하지 않았지만 딜런이 오자 아버지의 역할을 하였고 점차 패로의 집에서 보내는 시간이 많아졌다. 1987년 12월에 패로는 아들을 낳았고 사첼 패로라고 이름지었다 (이후 로난 패로로 개명한다). 앨런에 따르면 미아 패로와의 친밀한 관계는 사첼이 태어난 이후 완전히 끝났으며 패로가 자신의 아파트 열쇠를 돌려달라 했다고 한다. 하지만 영화를 함께 촬영하며 직업적 관계는 이어갔고 정기적으로 모세스, 딜런, 사첼을 만나러 방문했다. 둘의 관계는 "저녁식사를 함께 하고, 이벤트에 함께 가기도 하지만 끝나면 각자의 집으로 가는 사교적 관계였다." 1991년 패로는 또 다른 아이를 입양하길 원했고 1993년 양육권 청문회에 따르면 그녀가 앨런이 딜런과 모세스를 입양하는 것에 동의하는 한 다른 입양에 반대하지 않을 것이라고 말했다. 입양은 1991년 12월 완료되었다.

### 순이 프레빈

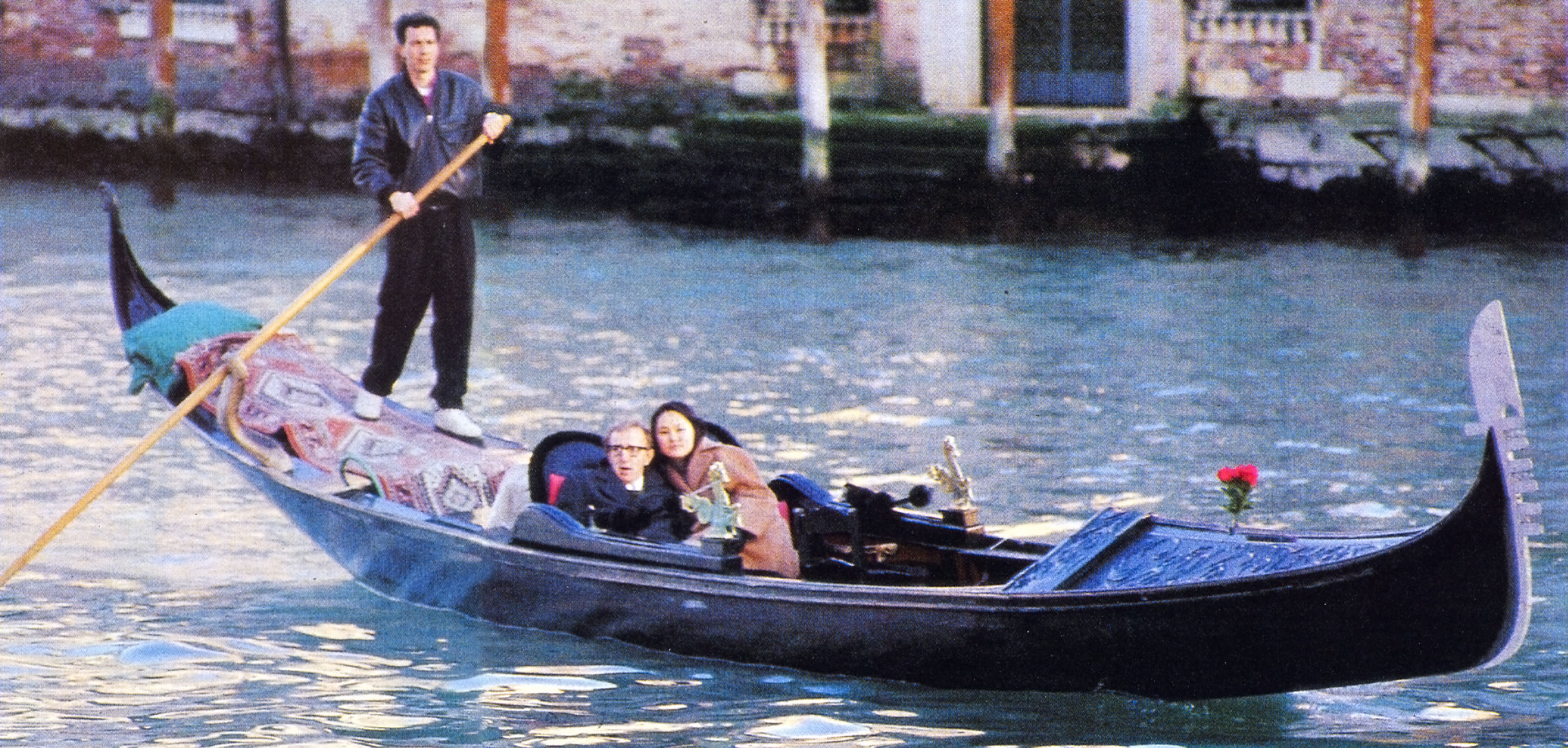
베니스에서 우디 앨런과 순이 프레빈

1977년 미아 패로와 앙드레 프레빈은 한국 서울에서 순이 프레빈을 입양했다. 그녀는 부모로부터 버려졌으며 서울가정법원은 1976년 12월에 그녀를 대신하여 호적등본을 설정했고 추정 생년월일은 1970년 10월 8일이었다. 미국에서 뼈를 스캔한 결과 그녀는 당시 5-7세 사이로 추정되었다. 순이 프레빈에 따르면 그녀와 앨런이 친밀감을 갖게 된 것은 11학년 때 그녀가 축구를 하다 부상을 입어 앨런이 학교로 차를 태워다 준 때부터였다고 한다. 이후 1990년 그녀는 뉴욕 닉스 농구 경기에 앨런과 함께 관람하곤 했다. 1991년에 더 많은 경기를 함께 보면서 그들은 가까워졌고 9월에 뉴저지주에 있는 드류 대학을 다니기 시작했다.
1992년 1월, 패로는 순이 프레빈의 누드 사진을 앨런의 집에서 발견하였고 당시 56세였던 앨런은 그 사진이 전날 찍은 것이라고 했고 약 2주 후 그는 순이 프레빈과 첫 성적 관계를 가진다. 사진이 발견된 직후 패로와 앨런은 각각 변호사와 연락했다. 한편 순이 프레빈은 섬머 캠프에 참석중이었는데 "미스터 시몬"이라는 인물과 너무 많은 전화 통화로 시간을 보냈기에 집으로 보내진다. 후에 "미스터 시몬"은 우디 앨런이었음으로 밝혀졌다.

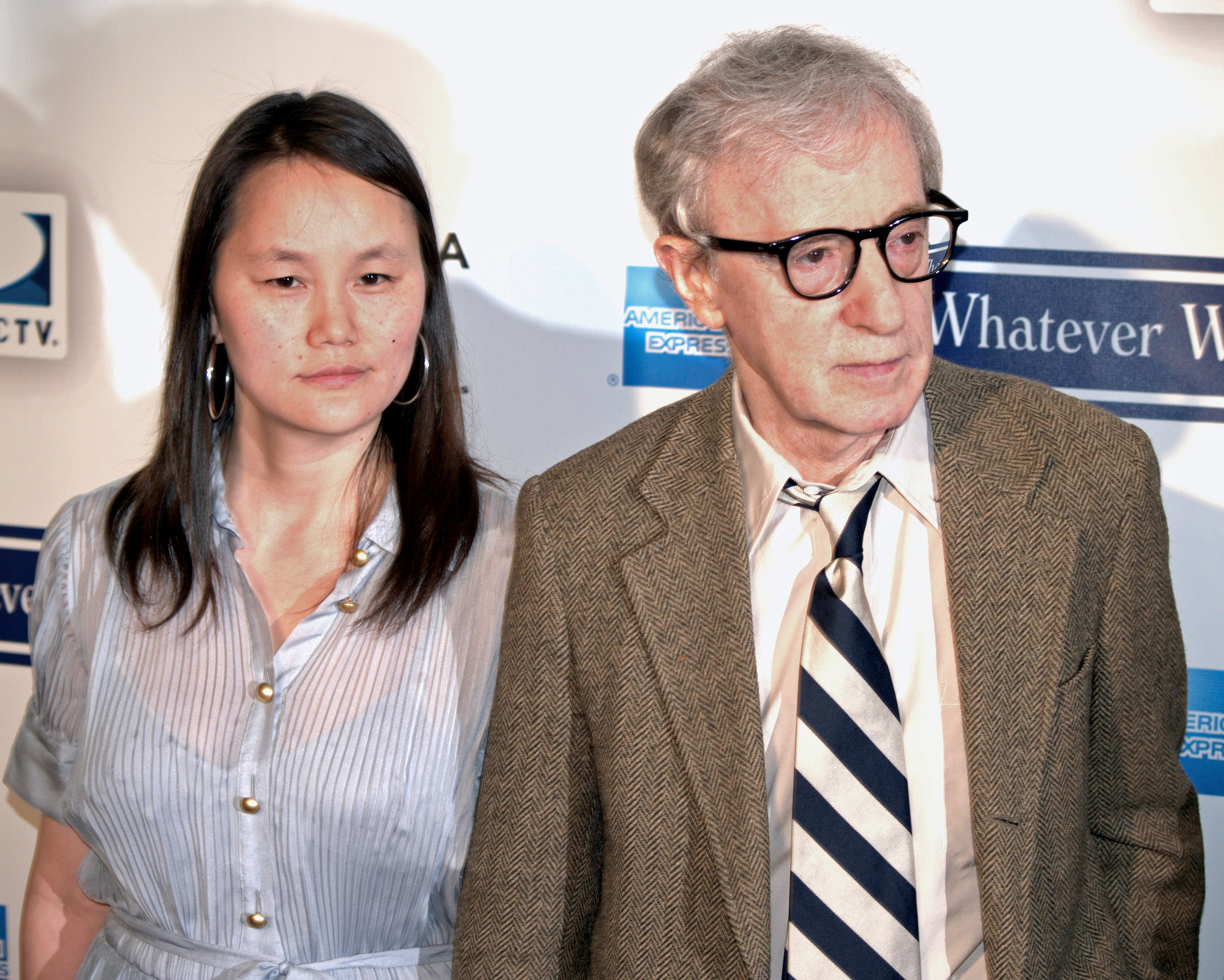
2009년 순이 프레빈과 우디 앨런

1992년 8월, 타임 매거진과의 인터뷰에서 앨런은 "나는 순이의 아버지나 양아버지가 아니다. 나는 미아와 같이 산 적도 없으며 미아의 아파트에서 잔 적도 없고 아이들이 오기 시작한 7전 전부터는 거기에 가지도 않았다. 그곳에서 심지어 가족과 함께 식사도 하지도 않았다. 나는 그녀가 입양한 아이들에게 있어 어떤 의미로도 아버지라고 할 수 없다"고 했다. 또한 순이는 그를 아버지로 여긴 적이 결코 없으며 둘 사이가 연인 관계가 되기 이전에는 거의 대화조차 나누지 않았다고 하면서 둘의 관계에는 거의 아무 문제가 될 것이 없다는 입장이었다.
1992년 8월 17일 앨런은 순이 프레빈과 사랑에 빠졌다고 했으며 이 둘의 관계는 공적으로 알려져 당시 타블로이드 헤드라인과 심야 토크쇼의 주제가 되었다.
앨런과 순이 프레빈은 1997년 12월 23일 이탈리아 베니스에서 결혼을 했고 두 자녀를 입양하여 맨하탄 어퍼이스트사이드의 카네기힐 지역에서 살고 있다.

### 성추행 혐의
법정 증언에 따르면 1992년 8월 4일 우디 앨런은 코네티컷주 브릿지워터에 있는 미아 패로의 집을 방문했고 당시 패로는 친구와 함께 쇼핑하러 집에 없었다. 다음날 친구의 보모가 딜런이 소파에 앉아있고 앨런은 그 앞에 그녀를 향하여 무릎을 꿇고 앉아서 머리를 그녀의 무릎에 묻고 있었다고 패로의 친구에게 말했다. 패로가 딜런에게 물어보니 딜런은 앨런과 함께 다락에 있었고 그때 그가 그녀의 "사적인 부분"을 만졌다고 말했다고 한다. 앨런은 이 혐의에 대해 강하게 부인했으며 이에 대해 "보복적이고 이기적인 동기를 가지고 아이들을 비양심적이고 소름끼치도록 해롭게 조종했다"고 분개했다. 그 후 그는 뉴욕대법원에서 자신과 패로의 아들인 사첼과 함께 둘이 입양했던 딜런과 모세스에 대한 단독 양육권 소송을 시작했다. 1993년 3월, 예일-뉴헤이븐 병원의 아동 성학대 클리닉에서 6개월에 걸쳐 조사를 벌였으며 딜런이 성적 학대를 당하지 않았다는 결론을 냈다.
1993년 6월, 앨런의 양육권 신청은 성적 학대 혐의로 인해 거부당했다. 당시 판사였던 엘리엇 윌크는 성적 학대가 없었다는 예일-뉴헤이븐 병원의 결론에 대해 확신하지 못하며 앨런의 행동이 성적이 아니었을지라도 "매우 부적절"했다는 의견을 냈다. 1993년 9월, 검사는 가능성은 있으나 "아동을 의심스러운 기소의 불확실성에 노출시키는 부당한 위험을 피하기 위대" 기소를 취하한다고 발표했고 1993년 10월, 뉴욕주 사회복지부 산하 아동복지국은 14개월의 조사를 종료하며 학대나 학대에 대한 신뢰할 만한 증거가 없으며 그러한 주장 역시 근거를 찾을 수 없다고 결론지었다.
2014년 골든 글로브 세실 B. 드밀 평생공로상을 우디 앨런이 수상하면서 이 이슈는 다시 언론 전면에 떠올랐고 미아 패로와 로난 패로는 트위터를 통해 그를 비하하는 발언을 쏟아냈다. 2014년 2월 뉴욕 타임스의 니콜라스 크리스토프는 딜런이 자신에게 쓴 편지 내용을 발췌하여 기사를 쓰면서 앨런의 영화에 계속 참여하고 있는 배우들을 향한 메시지를 냈다. 앨런은 이 기사에 답하는 공개 서한을 뉴욕 타임스에 기고했고 혐의를 강하게 부인하면서 "물론 나는 딜런을 성추행하지 않았다... 학대당한 피해자들이 그 사실을 알리는 것에 대해서는 그 누구도 막으려 하지 않는다. 하지만 때로 어떤 이들은 거짓으로 고발당한다는 사실과 그것이 얼마나 끔찍하게 파괴적인가에도 주의를 기울여야 할 것이다"라고 했다.
2018년 모세스 패로는 (미아 패로와 앨런이 입양한 아들로 앨런이 소위 성추행했다는 당시 브릿지워터의 집에 있었다) "아들이 말한다"라는 블로그에서 미아 패로에게 당했던 신체적 학대의 혐의들에 대해 이야기했다. 그는 "시각 장애인이나 신체 장애가 있는 내 형제 자매들이 계단 위로 끌려 내려와서 침실이나 벽장에 던져 넣어지고 밖에서 문을 잠궈버리는던 것을 목격했던 것을 떠올리면 마음이 아프다. 미아는 또 소아마비로 하반신이 마비된 동생 타데우스를 작은 잘못에 대한 벌로 밤새 야외 헛간에 가두기까지 했다"고 썼다.

## 필모그래피

### 영화
| 연도 | 제목                                                                               | 참여      | 참여   | 참여 | 참여                                                 | 출처      |
| 연도 | 제목                                                                               | 영화 감독 | 각본가 | 배우 | 역할                                                 | 출처      |
| ---- | ---------------------------------------------------------------------------------- | --------- | ------ | ---- | ---------------------------------------------------- | --------- |
| 1965 | 고양이 What's New Pussycat?                                                        |           | 예     | 예   | Victor Shakapopulis                                  | [ 212 ]   |
| 1966 | 타이거 릴리 What's Up, Tiger Lily?                                                 | 예        | 예     | 예   | 자신 / 여러 목소리                                   | [ 213 ]   |
| 1967 | 007 카지노 로얄 Casino Royale                                                      |           |        | 예   | 닥터 노아 / 지미 본드                                | [ 214 ]   |
| 1969 | 폭소 대탈출 Don't Drink the Water                                                  |           | 예     |      |                                                      | [ 213 ]   |
| 1969 | 돈을 갖고 튀어라 Take the Money and Run                                            | 예        | 예     | 예   | Virgil Starkwell                                     | [ 213 ]   |
| 1971 | 맨 오브 크라이시스: 하비 웰링거 스토리 Men of Crisis: The Harvey Wallinger Story   | 예        | 예     | 예   | Harvey Wallinger                                     | [ 215 ]   |
| 1971 | 바나나 공화국 Bananas                                                              | 예        | 예     | 예   | Fielding Mellish                                     | [ 213 ]   |
| 1972 | 카사블랑카여, 다시 한번 Play It Again, Sam                                         |           | 예     | 예   | 앨런 펠릭스                                          | [I]       |
| 1972 | 섹스에 대해서 알고 싶어하는 모든 것 Everything You Always Wanted to Know About Sex | 예        | 예     | 예   | Victor Shakapopulis / Fabrizio / The Fool / Sperm #1 | [ 213 ]   |
| 1973 | 슬리퍼 Sleeper                                                                     | 예        | 예     | 예   | 마일즈 먼로                                          | [ 213 ]   |
| 1975 | 사랑과 죽음 Love and Death                                                         | 예        | 예     | 예   | Boris Grushenko                                      | [ 213 ]   |
| 1976 | 프론트 The Front                                                                   |           |        | 예   | 하워드 프린스                                        | [ 216 ]   |
| 1977 | 애니 홀 Annie Hall                                                                 | 예        | 예     | 예   | 알비 싱어                                            | [ 213 ]   |
| 1978 | 인테리어 Interiors                                                                 | 예        | 예     |      |                                                      | [ 213 ]   |
| 1979 | 맨해튼 Manhattan                                                                   | 예        | 예     | 예   | 아이작 데이비스                                      | [ 213 ]   |
| 1980 | 스타더스트 메모리스 Stardust Memories                                              | 예        | 예     | 예   | 샌디 베이츠                                          | [ 213 ]   |
| 1980 | To Woody Allen, From Europe with Love                                              |           |        | 예   | 자신                                                 |           |
| 1982 | 한여름 밤의 섹스 코미디 A Midsummer Night's Sex Comedy                             | 예        | 예     | 예   | 앤드류                                               | [ 213 ]   |
| 1983 | 젤리그 Zelig                                                                       | 예        | 예     | 예   | 레나드 젤릭                                          | [ 213 ]   |
| 1984 | 브로드웨이 대니 로즈 Broadway Danny Rose                                           | 예        | 예     | 예   | 대니 로즈                                            | [ 213 ]   |
| 1985 | 카이로의 붉은 장미 The Purple Rose of Cairo                                        | 예        | 예     |      |                                                      | [ 213 ]   |
| 1986 | 50 Years of Action!                                                                |           |        | 예   | 자신                                                 |           |
| 1986 | Meetin' WA                                                                         |           |        | 예   | 자신                                                 |           |
| 1986 | 한나와 그 자매들 Hannah and Her Sisters                                            | 예        | 예     | 예   | 미키 작스                                            | [ 213 ]   |
| 1987 | 라디오 데이즈 Radio Days                                                           | 예        | 예     | 예   | 내레이션                                             | [ 213 ]   |
| 1987 | 9월 September                                                                      | 예        | 예     |      |                                                      | [ 213 ]   |
| 1987 | 리어 왕 King Lear                                                                  |           |        | 예   | Mr. 앨런                                             |           |
| 1988 | 또다른 여인 Another Woman                                                          | 예        | 예     |      |                                                      | [ 213 ]   |
| 1989 | 뉴욕스토리 New York Stories (segment: 오이디푸스 콤플렉스 환자)                    | 예        | 예     | 예   | Sheldon                                              | [ 217 ]   |
| 1989 | 범죄와 비행 Crimes and Misdemeanors                                                | 예        | 예     | 예   | Cliff Stern                                          | [ 213 ]   |
| 1990 | 중년의 위기 Alice                                                                  | 예        | 예     |      |                                                      | [ 213 ]   |
| 1991 | 결혼 기념일 Scenes from a Mall                                                     |           |        | 예   | 닉 파이퍼                                            | [ 216 ]   |
| 1991 | 그림자와 안개 Shadows and Fog                                                      | 예        | 예     | 예   | 클라인만                                             | [ 213 ]   |
| 1992 | 부부일기 Husbands and Wives                                                        | 예        | 예     | 예   | 가베 루스                                            | [ 213 ]   |
| 1993 | 맨해튼 미스터리 Manhattan Murder Mystery                                           | 예        | 예     | 예   | 래리 립튼                                            | [ 213 ]   |
| 1994 | 브로드웨이를 쏴라 Bullets over Broadway                                            | 예        | 예     |      |                                                      | [ 213 ]   |
| 1995 | 마이티 아프로디테 Mighty Aphrodite                                                 | 예        | 예     | 예   | Lenny Weinrib                                        | [ 213 ]   |
| 1996 | 에브리원 세즈 아이 러브 유 Everyone Says I Love You                                | 예        | 예     | 예   | 조 베를린                                            | [ 213 ]   |
| 1997 | 해리 파괴하기 Deconstructing Harry                                                 | 예        | 예     | 예   | 해리 블록                                            | [ 213 ]   |
| 1997 | 와일드맨 블루스 Wild Man Blues                                                     |           |        | 예   | 자신                                                 | [ 218 ]   |
| 1998 | AFI's 100 Years...100 Movies                                                       |           |        | 예   | 자신                                                 |           |
| 1998 | 셀러브리티 Celebrity                                                               | 예        | 예     |      |                                                      | [ 213 ]   |
| 1998 | 임포스터 The Impostors                                                             |           |        | 예   | 오디션 감독                                          |           |
| 1998 | 개미 Antz                                                                          |           |        | 예   | Z (목소리 출연)                                      | [ 216 ]   |
| 1999 | 스윗 앤 로다운 Sweet and Lowdown                                                   | 예        | 예     | 예   | 내레이션                                             | [ 213 ]   |
| 2000 | 컴퍼니 맨 Company Man                                                              |           |        | 예   | 미국 앰버서버                                        | [ 216 ]   |
| 2000 | 스몰 타임 크룩스 Small Time Crooks                                                 | 예        | 예     | 예   | 레이                                                 | [ 213 ]   |
| 2000 | Light Keeps Me Company                                                             |           |        | 예   | 자신                                                 |           |
| 2000 | 픽킹 업 더 피시스 Picking Up the Pieces                                            |           |        | 예   | 텍스 코리                                            | [ 216 ]   |
| 2001 | 사운즈 프롬 어 타운 아이러브 Sounds from a Town I Love                             | 예        | 예     |      |                                                      | 단편 영화 |
| 2001 | 제이드 스콜피온의 저주 The Curse of the Jade Scorpion                              | 예        | 예     | 예   | C.W. 브릭스                                          | [ 213 ]   |
| 2001 | 스탠리 큐브릭 - 영화 속의 인생 Stanley Kubrick: A Life in Pictures                 |           |        | 예   | 자신                                                 |           |
| 2002 | 헐리우드 엔딩 Hollywood Ending                                                     | 예        | 예     | 예   | 발 왁스만                                            | [ 213 ]   |
| 2003 | 100 Years of Hope & Humor                                                          |           |        | 예   | 자신                                                 |           |
| 2003 | 애니씽 앨스 Anything Else                                                          | 예        | 예     | 예   | 데이비드 도벨                                        | [ 213 ]   |
| 2003 | 찰리 채플린의 인생, 그리고 예술 Charlie: The Life and Art of Charles Chaplin       |           |        | 예   | 자신                                                 |           |
| 2004 | 프랑수와 트뤼포 - 열정의 삶 François Truffaut, une Autobiographie                  |           |        | 예   | 자신                                                 |           |
| 2004 | 멜린다 앤 멜린다 Melinda and Melinda                                               | 예        | 예     |      |                                                      | [ 213 ]   |
| 2005 | The Ballad of Greenwich Village                                                    |           |        | 예   | 자신                                                 |           |
| 2005 | 아웃사이더The Outsider                                                             |           |        | 예   | 자신                                                 |           |
| 2005 | 매치포인트 Match Point                                                             | 예        | 예     |      |                                                      | [ 213 ]   |
| 2006 | 스쿠프 Scoop                                                                       | 예        | 예     | 예   | Sid Waterman                                         | [ 213 ]   |
| 2006 | Home                                                                               |           |        | 예   | 자신                                                 |           |
| 2007 | 카산드라 드림 Cassandra's Dream                                                    | 예        | 예     |      |                                                      | [ 213 ]   |
| 2008 | 내 남자의 아내도 좋아 Vicky Cristina Barcelona                                     | 예        | 예     |      |                                                      | [ 213 ]   |
| 2009 | 왓에버 웍스 Whatever Works                                                         | 예        | 예     |      |                                                      | [ 213 ]   |
| 2010 | 환상의 그대 You Will Meet a Tall Dark Stranger                                     | 예        | 예     |      |                                                      | [ 213 ]   |
| 2011 | 미드나잇 인 파리 Midnight in Paris                                                 | 예        | 예     |      |                                                      | [ 219 ]   |
| 2012 | 파리 맨해튼 Paris Manhattan                                                        |           |        | 예   | 자신                                                 |           |
| 2012 | 로마 위드 러브 To Rome with Love                                                   | 예        | 예     | 예   | 제리                                                 | [ 213 ]   |
| 2013 | 블루 재스민 Blue Jasmine                                                           | 예        | 예     |      |                                                      | [ 220 ]   |
| 2013 | 지골로 인 뉴욕 Fading Gigolo                                                       |           |        | 예   | 머레이                                               | [ 221 ]   |
| 2014 | 매직 인 더 문라이트 Magic in the Moonlight                                         | 예        | 예     |      |                                                      | [ 213 ]   |
| 2015 | 이레셔널 맨 Irrational Man                                                         | 예        | 예     |      |                                                      | [ 213 ]   |
| 2016 | 카페 소사이어티 Café Society                                                       | 예        | 예     | 예   | 내레이션                                             | [ 222 ]   |
| 2017 | 원더 휠 Wonder Wheel                                                               | 예        | 예     |      |                                                      | [ 223 ]   |
| 2019 | 레이니 데이 인 뉴욕 A Rainy Day in New York                                        | 예        | 예     |      |                                                      | [ 224 ]   |
| 2020 | 리프킨스 페스티벌 Rifkin's Festival                                                | 예        | 예     | 예   |                                                      |           |
| 2023 | 쿠프 드 샹스 Coup de chance                                                        | 예        | 예     |      |                                                      |           |

### 텔레비전
| 연도       | 제목                                                                                     | 참여      | 참여   | 참여 | 참여                           | 참고                                          |
| 연도       | 제목                                                                                     | 영화 감독 | 각본가 | 배우 | 역할                           | 참고                                          |
| ---------- | ---------------------------------------------------------------------------------------- | --------- | ------ | ---- | ------------------------------ | --------------------------------------------- |
| 1950–55    | The Colgate Comedy Hour                                                                  |           | 예     |      |                                |                                               |
| 1956       | Caesar's Hour                                                                            |           | 예     |      |                                |                                               |
| 1956       | Stanley                                                                                  |           | 예     |      |                                |                                               |
| 1960       | General Electric Theater                                                                 |           | 예     |      |                                | 에피소드: "Hooray for Love"                   |
| 1960       | Candid Camera                                                                            |           | 예     |      | 자신                           |                                               |
| 1961       | The Garry Moore Show                                                                     |           | 예     |      |                                |                                               |
| 1963       | The Sid Caesar Show                                                                      |           | 예     |      |                                | 크레딧에 안올라감                             |
| 1964, 1967 | The Tonight Show                                                                         |           |        |      | 게스트 호스트                  |                                               |
| 1966       | Gene Kelly in New York, New York                                                         |           | 예     | 예   | 자신                           | 스페셜                                        |
| 1967       | Kraft Music Hall                                                                         |           | 예     |      | 자신                           | 에피소드: "Woody Allen Looks at 1967"         |
| 1969       | The Woody Allen Special                                                                  |           | 예     | 예   | 자신; 배우; Park Worker; Rabbi | 스페셜                                        |
| 1970–71    | Hot Dog                                                                                  |           |        |      | 공동 호스트                    |                                               |
| 1994       | 돈 드링크 워터 Don't Drink the Water                                                     | 예        | 예     | 예   | 월터 홀랜더                    |                                               |
| 1996       | 선샤인 보이 The Sunshine Boys                                                            |           |        | 예   | Al Lewis                       |                                               |
| 1997       | Just Shoot Me!                                                                           |           |        | 예   | 자신 (목소리 출연)             | 에피소드: "My Dinner with Woody"              |
| 2002       | Woody Allen: A Life in Film                                                              |           |        |      | 자신                           | TCM 주제의 다큐멘터리                         |
| 2002       | 더 매직 오브 페데리코 The Magic of Fellini                                               |           |        |      | 자신                           | 페데리코 펠리니에 관한 다큐멘터리 인터뷰      |
| 2011       | 우디 앨런: 우리가 몰랐던 이야기 Woody Allen: A Documentary American Masters (PBS & WNET) |           |        |      | 자신                           | 영화 주제의 2부작 directed by Robert B. Weide |
| 2013       | David Blaine: Real or Magic                                                              |           |        |      | 자신                           | 스페셜                                        |
| 2016       | Crisis in Six Scenes                                                                     | 예        | 예     | 예   | Sidney Muntzinger              | 또한 창작자                                   |

### 무대
| 연도 | 제목                                                                     | 참여                     | 장소                                 |
| ---- | ------------------------------------------------------------------------ | ------------------------ | ------------------------------------ |
| 1960 | From A to Z                                                              | 각본 (책)                | 플리머스 극장                        |
| 1966 | Don't Drink the Water                                                    | 각본                     | 코코넛 그루브 플레이하우스, 플로리다 |
| 1969 | Play It Again, Sam                                                       | 각본, 연기 (앨렌 페릭스) | 브로드허스트 극장                    |
| 1975 | God                                                                      | 각본                     | —                                    |
| 1975 | Death                                                                    | 각본                     | —                                    |
| 1981 | The Floating Light Bulb                                                  | 각본                     | 비비안 보몬트 극장                   |
| 1995 | Central Park West                                                        | 각본                     | 버라이어티 아트 극장                 |
| 2003 | Old Saybrook                                                             | 각본, 감독               | 애틀란틱 극장 컴퍼니                 |
| 2003 | Riverside Drive                                                          | 각본, 감독               | 애틀란틱 극장 컴퍼니                 |
| 2004 | A Second Hand Memory                                                     | 각본, 감독               | 애틀란틱 극장 컴퍼니                 |
| 2011 | "Honeymoon Motel" (segment of 3-part anthology play Relatively Speaking) | 각본                     | 브룩스 앳킨슨 극장                   |
| 2014 | Bullets Over Broadway                                                    | 각본 (책)                | 세인트 제임스 극장                   |

## 수상[229][230][231]
50년이 넘는 그의 영화 활동을 통해 우디 앨런은 다수의 수상 경력을 가지고 있다. 그는 현재 아카데미상에서 가장 많이 각본상 후보로 오른 기록을 갖고 있는데 16번 후보였고 그 중 세 번을 수상했다 (<애니 홀>, <한나와 그 자매들>, <미드나잇 인 파리>). 또한 감독상에 일곱 번 후보로 올랐고 <애니 홀>로 수상했으며 작품상에 세 개가 후보로 올랐다.
그는 선정에 있어 주관성을 이유로 시상식을 기피한다. 최초이자 유일하게 아카데미 시상식에 나왔던 것은 2002년으로 당시 기립박수를 받았다. 아카데미에서는 9/11 공격 이후 뉴욕시를 기리기 위해 뉴욕의 아이콘인 그의 영화 속 뉴욕 장면들의 대한 사용허가를 구한 바 있다.
또한 1995년 베니스국제영화제에서 황금사자상과, 1997년 BAFTA 펠로우쉽을 수상했고, 2002년 칸 영화제에서 명예 황금종려상을 받았으며 미국 감독 길드의 평생공로상, 2014년 골든 글로브 세실 B 드밀 어워드를 수상했다. 2010년에는 미국철학학회의 회원으로 발탁되었다.
- 제25회 베를린 국제 영화제 은곰상 예술공헌상
- 제3회 로스앤젤레스 영화 비평가 협회 각본상
- 제42회 뉴욕 영화 비평가 협회 감독상, 각본상
- 제31회 영국 아카데미 시상식 감독상, 각본상
- 제50회 아카데미상 감독상, 각본상
- 제30회 미국 감독 조합상 영화부문 감독상
- 제44회 뉴욕 영화 비평가 협회 감독상
- 제33회 영국 아카데미 시상식 각본상
- 제5회 세자르영화제 외국어영화상
- 제50회 뉴욕 영화 비평가 협회 각본상
- 제38회 영국 아카데미 시상식 각본상
- 제37회 미국 작가 조합상 각본상
- 제51회 뉴욕 영화 비평가 협회 감독상
- 제12회 로스앤젤레스 영화 비평가 협회 각본상
- 제43회 골든 글로브상 각본상
- 제39회 영국 아카데미 시상식 각본상
- 제11회 세자르영화제 외국어영화상
- 제39회 미국 작가 조합상 각본상, 공로상
- 제7회 런던 영화 비평가 협회 작가상
- 제40회 영국 아카데미 시상식 감독상
- 제59회 아카데미상 각본상
- 제42회 미국 작가 조합상 각본상
- 제11회 런던 영화 비평가 협회 감독상, 작가상
- 제46회 영국 아카데미 시상식 각본상
- 제48회 미국 감독 조합상 공로상
- 제55회 칸 영화제 명예 황금종려상
- 제52회 산세바스티안 국제 영화제 평생공로상
- 제66회 골든 글로브상 뮤지컬, 코미디부문 작품상
- 제17회 크리틱스 초이스 시상식 각본상
- 제69회 골든 글로브상 영화부문 각본상
- 제64회 미국 작가 조합상 각본상
- 제84회 아카데미상 각본상
- 제71회 골든 글로브상 평생공로상

## 유명한 말
그는 인간이 종교적인 해답이 버려진 후의 상황에 대하여 심도있게 고민하였다.  그의 영화 <애니 홀>에서 그는 "삶은 끔찍한 일과 비참한 일로 나누어져 버렸다" 로 요약하였다.